# دين روكويل
دين روكويل (بالإنجليزية: Dean Rockwell)‏ هو مصارع رياضي أمريكي، ولد في 25 مايو 1912 في مقاطعة كاس في الولايات المتحدة، وتوفي في 8 أغسطس 2005.